# Jozef Ackerman
Jozef Ackerman (Oostakker, 20 juni 1928 - aldaar, 19 maart 2018) was een Belgisch CVP-politicus. Hij was de laatste burgemeester van Oostakker.
Hij werd geboren als zoon in het kroostrijke gezin van Remi Ackerman, die voor de Tweede Wereldoorlog burgemeester van Oostakker was. Zoon Jozef Ackerman stelde zich zelf de eerste maal verkiesbaar in 1964, om in 1965 de eerste maal te zetelen in de gemeenteraad van de Oost-Vlaamse gemeente Oostakker. In 1971 werd hij er de laatste burgemeester van Oostakker, omwille van de fusie met de stad Gent in 1977.
Hij was schepen van de stad Gent van 1977 tot 1989. Nadien werd de CVP naar de oppositie verwezen en bleef hij gemeenteraadslid tot 1995.